# John Jeffreys
John Robert Fisher Jeffreys (* 25. Januar 1916; † 13. Januar 1944) war ein britischer Mathematiker und Kryptoanalytiker. Während des Zweiten Weltkrieges trug er wesentlich zur Entzifferung der deutschen Rotor-Schlüsselmaschine Enigma bei.

## Leben

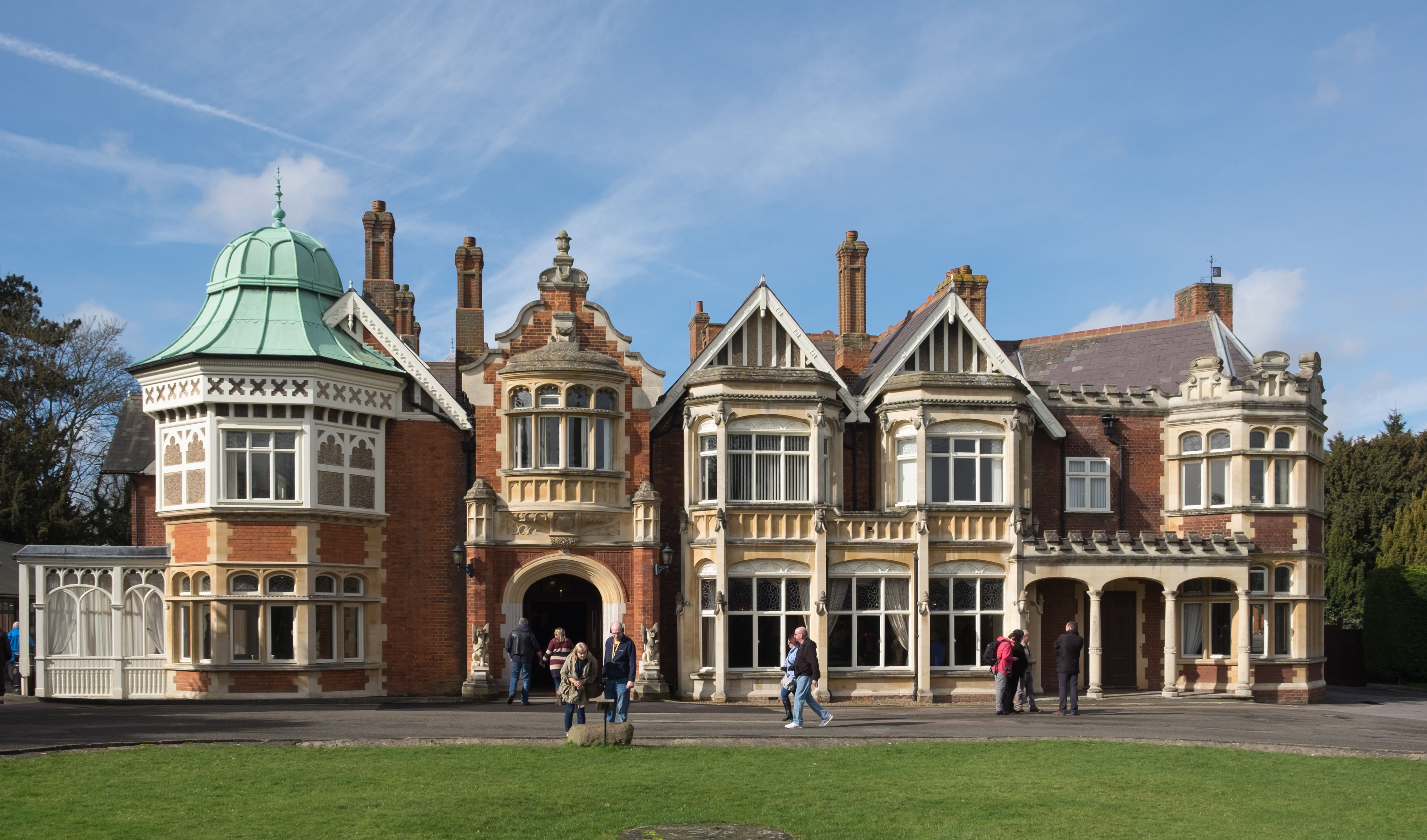
Das Herrenhaus (engl.: The Mansion) von Bletchley Park (2002) war die Zentrale der britischen Codeknacker

John Jeffreys arbeitete im Jahre 1939 als wissenschaftlicher Mitarbeiter am Downing College in der englischen Universitätsstadt Cambridge. Im September des Jahres, unmittelbar nach dem deutschen Überfall auf Polen, wurde er von seinem früheren Kommilitonen, dem britischen Kryptologen Gordon Welchman, zur Government Code and Cypher School (GC&CS) (deutsch etwa: „Staatliche Code- und Chiffrenschule“) abgeworben. Dabei handelte es sich um die geheime britische militärische Dienststelle mit Sitz in Bletchley Park (B.P.), die sich im Zweiten Weltkrieg erfolgreich mit der Entzifferung des deutschen Nachrichtenverkehrs befasste. Die englische Stadt Bletchley liegt etwa 70 km nordwestlich von London in besonders verkehrsgünstiger Lage zwischen Oxford und Cambridge.

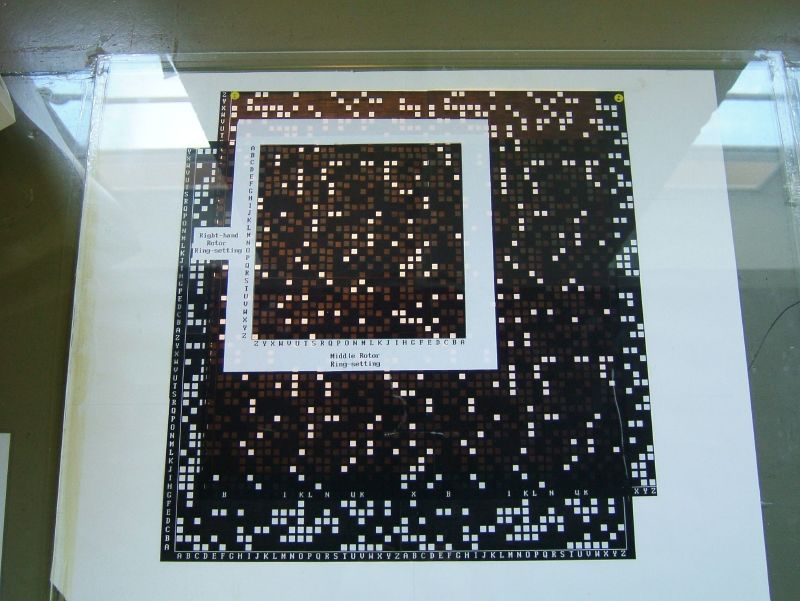
Die Zygalski-Lochblätter (engl.: Zygalski sheets), wie sie hier im Museum von Bletchley Park gezeigt werden, dienten den britischen Codeknackern zur Entzifferung der deutschen Enigma-Schlüsselmaschine.

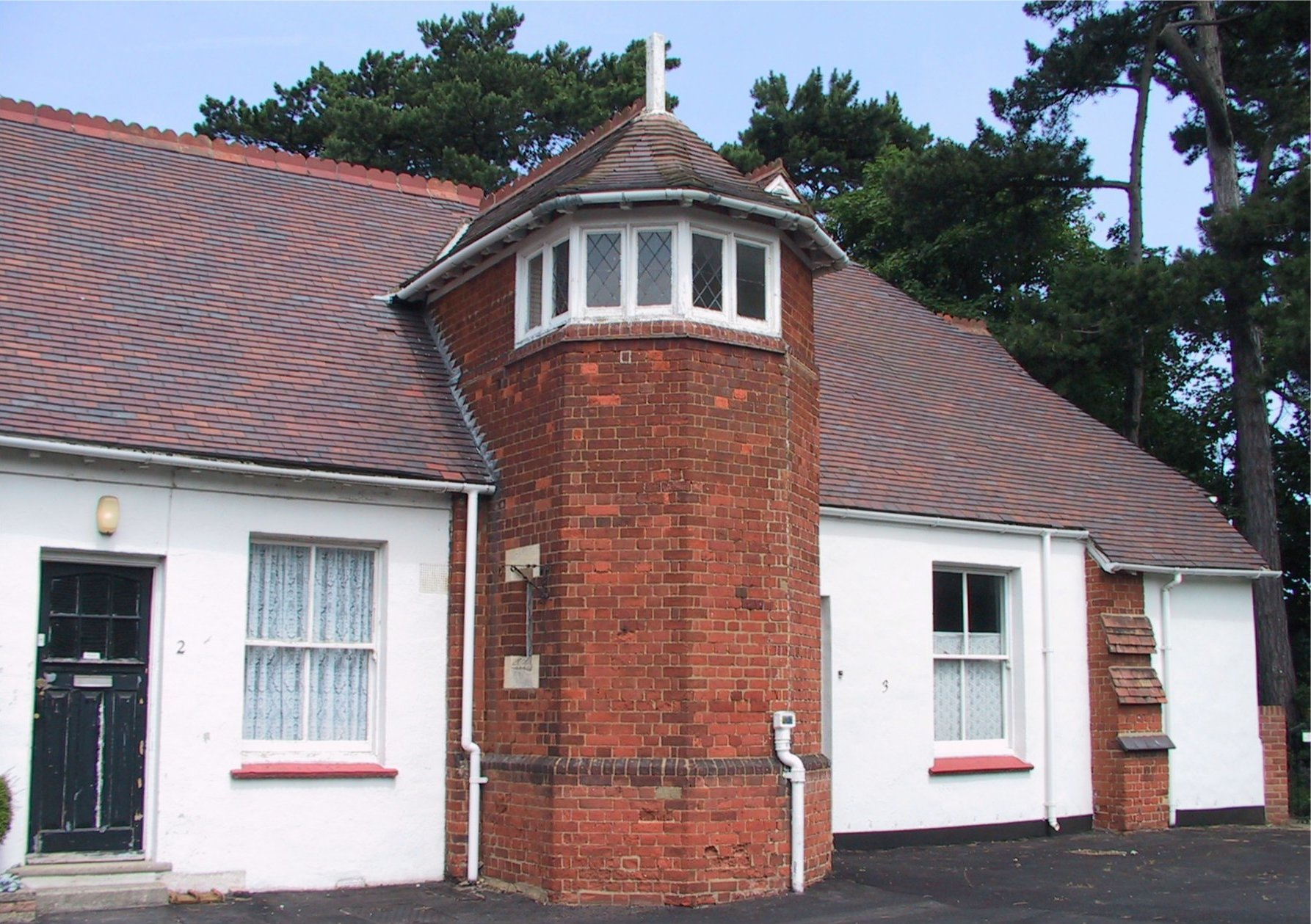
In diesem „Häuschen“ (engl.: The Cottage) in Bletchley Park arbeitete John Jeffreys zusammen mit Alan Turing und Dillwyn Knox an der Entzifferung der Enigma.

Jeffreys und Welchman formten zusammen mit Peter Twinn und unter der Leitung von Dillwyn „Dilly“ Knox und Alan Turing die Forschungsgruppe, die sich intensiv mit der deutschen Schlüsselmaschine Enigma befasste.
Jeffreys erhielt die Verantwortung über eine kleine Mannschaft, deren Aufgabe es war, besondere Lochblätter herzustellen. Diese Lochblätter dienten anschließend dazu, Walzenlage und Walzenstellung zu ermitteln, die die deutschen Verschlüssler zur Verschlüsselung ihrer Funksprüche mit der Enigma-Maschine benutzt hatten und täglich wechselten („Tagesschlüssel“). Das Entzifferungsverfahren, das zuvor bereits von der polnischen Dechiffrierstelle, dem Biuro Szyfrów (deutsch: „Chiffrenbüro“), mit Erfolg gegen die deutsche Schlüsselmaschine eingesetzt worden war, basierte auf einer Idee des polnischen Kryptoanalytikers Henryk Zygalski. Es war den Briten von ihren polnischen Verbündeten beim Geheimtreffen von Pyry im Kabaty-Wald, etwa 20 km südlich von Warschau, im Juli 1939 offenbart worden.
Die Herstellung der Lochblätter war mühsam und zeitaufwändig, denn für 17.576 Grundstellungen und 60 Walzenlagen musste jeweils entschieden werden, ob ein Loch zu schneiden war oder nicht. Die Löcher wurden von Hand mit Rasierklingen in große Papierbögen geschnitten. Die kryptanalytischen Untersuchungen und Arbeiten hierzu nahmen über drei Monate in Anspruch und konnten endlich am 7. Januar 1940 abgeschlossen werden. Dann standen zwei komplette Sätze dieser Perforated sheets (deutsch: „Lochblätter“) zur Verfügung.
Laut Welchman hat Alan Turing am 17. Januar 1940 einen Satz dieser Blätter mit nach Frankreich genommen und der polnischen Gruppe von Kryptoanalytikern aus dem ehemaligen Biuro Szyfrów um Marian Rejewski übergeben, die sich dort im Exil „Bruno“ befand. Auf die Nachfrage seines polnischen Kollegen Henryk Zygalski, der sich über die seltsame Lochgröße von ungefähr 8,5 mm wunderte und deshalb „seine“ Blätter fast nicht wiedererkannte, antwortete Turing lachend: „That's perfectly obvious. It's simply one third of an inch.“ (deutsch: „Das ist doch ganz klar. Es ist einfach ein Drittel eines Zolls.“)
Mithilfe der Lochblätter gelang es polnischen und britischen Codeknackern, einen schwerwiegenden verfahrenstechnischen Fehler der deutschen Kryptographen auszunutzen, nämlich die sogenannte „Spruchschlüsselverdoppelung“. Dies bedeutet, dass der Spruchschlüssel, also die Grundstellung der Walzen der Enigma zu Beginn des Funkspruchs, gekennzeichnet durch drei Buchstaben, zum Schutz gegen Übertragungsfehler erst verdoppelt und dann mit dem Tagesschlüssel verschlüsselt als sechs Buchstaben gesendet wurde. Somit war der erste und vierte, der zweite und fünfte sowie der dritte und sechste Geheimtextbuchstabe jeweils demselben Klartextbuchstaben zuzuordnen. Diese kryptographische Schwäche wurde durch die Lochblätter bloßgelegt und zur Entzifferung genutzt. Eine Sorte der Lochblätter waren die ursprünglichen Zygalski-Lochblätter, die in Bletchley Park als Zygalski sheets oder kurz mit einem deutschen Wort als „Netz“ bezeichnet wurden. Eine Weiterentwicklung der Lochblätter, die die Wirkung jeweils zweier rotierender Walzen zusammen mit der Umkehrwalze berücksichtigten, wurde nach John Jeffreys als „Jeffreys sheets“ bezeichnet. Mit diesen Hilfsmitteln gelang den britischen Codeknackern am 17. Januar 1940, also noch vor Inbetriebnahme der ersten Turing-Bomben (das sind elektromechanische Entzifferungsmaschinen), die erste Entzifferung eines Enigma-Funkspruchs während des Zweiten Weltkriegs.

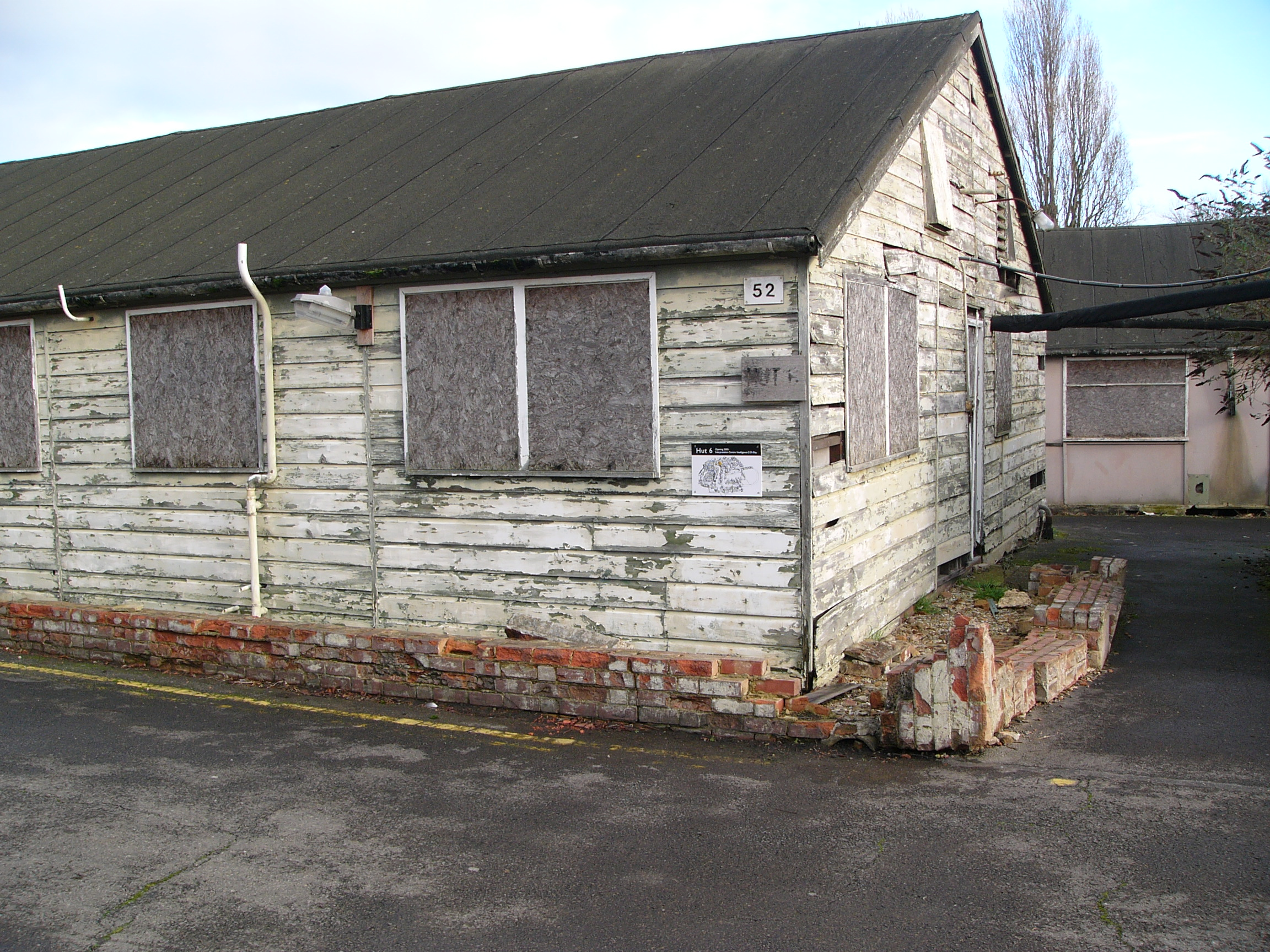
Die legendäre Hut 6 in Bletchley Park, in der die Enigma entziffert wurde

Im Januar 1940 bildete sich die Gruppe, die nach der Baracke, in der man sie unterbrachte, als Hut Six (deutsch: Baracke 6) bezeichnet wurde. Unter der Leitung von Jeffreys und Welchman befasste sich Hut 6 speziell mit der Entzifferung der vom deutschen Heer und der Luftwaffe mit der Enigma I verschlüsselten Funksprüche.
Jeffreys übernahm die Verantwortung über den Sheet-Stacking Room (deutsch: „Lochblatt-Stapelraum“) und den Machine Room (deutsch: „Maschinenraum“), also über die Lochblatt- und maschinell gestützten Entzifferungsverfahren, während Welchman sich um Registratur, Abhördienst, Entzifferung und die Zusammenarbeit mit Hut Three (deutsch: Baracke 3) kümmerte. Aufgabe der Nachbarabteilung Hut 3 war die Übersetzung sowie die militärisch-taktische Auswertung und Interpretation der in Hut 6 entzifferten deutschen Enigma-Funksprüche.
Im Mai 1940, nur wenige Tage nachdem die deutschen Militärs am 15. Mai 1940 ihre Verfahrenstechnik änderten und die bisherige Spruchschlüsselverdoppelung aufgaben und damit die Lochblätter nutzlos wurden, erkrankte Jeffreys plötzlich und für alle seine Freunde unerwartet. Es wurde gleichzeitig Tuberkulose und Diabetes diagnostiziert, zwei Krankheiten, an denen er vorher nie gelitten hatte. Daraufhin musste er ins Krankenhaus und B.P. verlassen. John Jeffreys starb noch während des Krieges mit nur 27 Jahren.
Gordon Welchman schrieb über ihn:

“Jeffreys was very much liked at Bletchley Park. His death was a tragic loss to all of us. We felt deep sympathy for his fianceé, Pat Hempsted, who had been a member of his team from its beginnings in the Cottage. She was involved both in the initial punching of the sheets and in the testing of drops on which our early breaks depended.”

„Jeffreys war in Bletchley Park sehr beliebt. Sein Tod war ein tragischer Verlust für jeden von uns. Wir empfanden ein tiefes Mitgefühl für seine Verlobte, Pat Hempsted, die von Anfang an zu seinem Team im Cottage [Häuschen] gehörte. Sie war sowohl an der ursprünglichen Lochung der [Loch-]Blätter als auch bei der Überprüfung der Drops [Übereinstimmungen] beteiligt, von denen unsere frühen Einbrüche [in die Enigma] abhingen.“